# Química verda

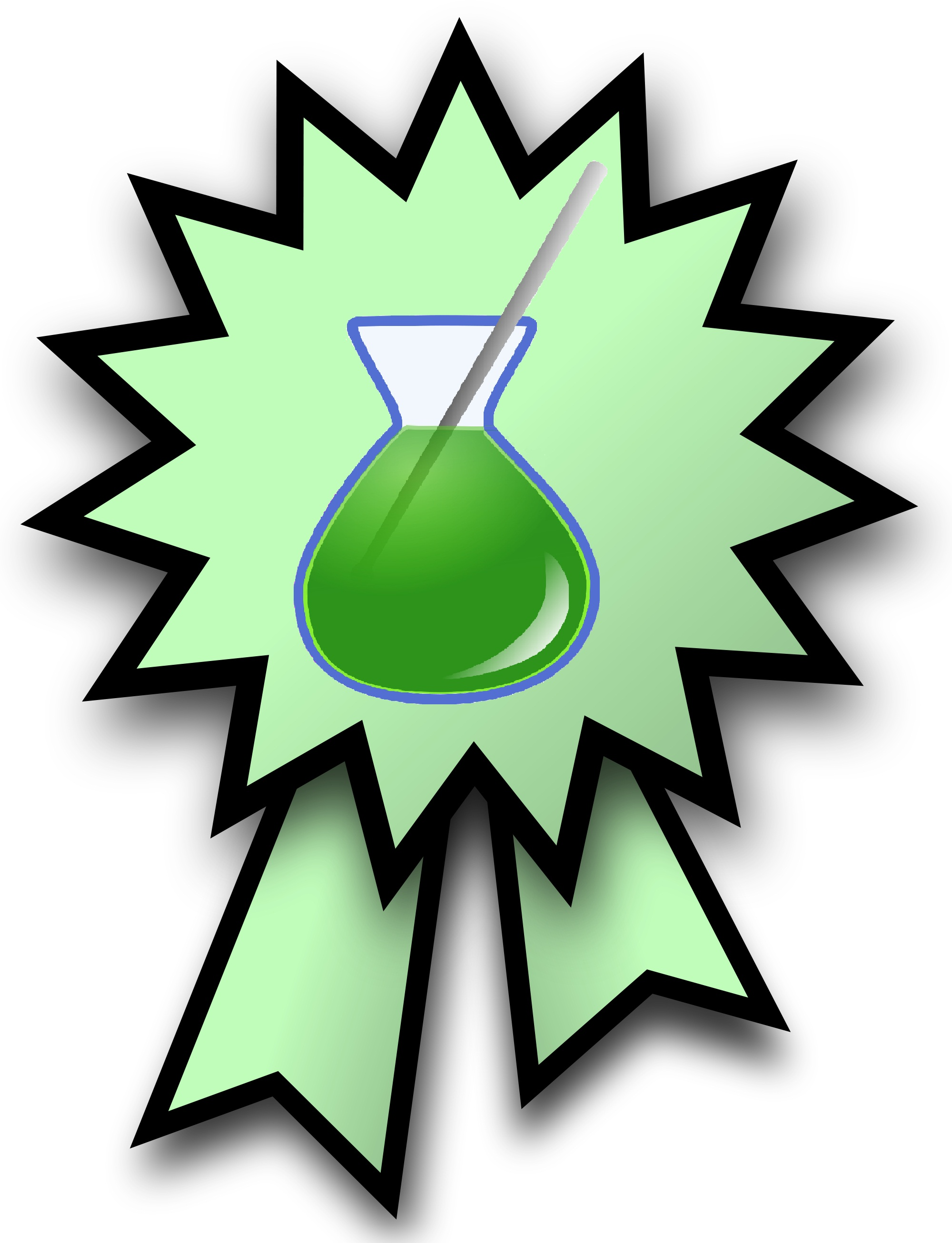

Química verda, o química sostenible, és l'enfocament de la recerca i enginyeria química en el disseny de productes i processos que redueixin o eliminin l'ús i la formació de substàncies perilloses. Fou encunyat pel químic orgànic estatunidenc Paul T. Anastas. Mentre que la química ambiental tracta del medi ambient i dels productes químics que el contaminen, la química verda tracta de minimitzar i prevenir la contaminació des del seu origen.

## Història

Logo de l'Environmental Protection Agency (EPA) dels Estats Units d'Amèrica.

A finals de la dècada de 1960 i principis de la següent, començà a donar-se importància al medi ambient, tal com demostra la creació als Estats Units de l'Agència de Protecció del Medi Ambient (EPA) i la celebració del Primer Dia de la Terra. A la dècada de 1990 l'EPA canvià d'estratègia: en lloc de ocupar-se del tractament i la solució de problemes concrets, se centraria en la seva prevenció. La idea de la química verda es desenvolupà com a resposta a la Llei de Prevenció de la Contaminació de 1990 dels EUA que establia l'objectiu d'eliminar la contaminació mitjançant un disseny millorat (inclosos canvis rendibles en productes, processos, ús de matèries primeres i reciclatge) en lloc de tractament i eliminació de residus. El 1991, l'Oficina de Prevenció de la Contaminació i Tòxics de l'EPA llançà un programa de beques per a la investigació que fomentava el redisseny dels productes i processos químics existents per reduir els impactes sobre la salut humana i el medi ambient. L'EPA, en col·laboració amb la National Science Foundation (NSF) dels EUA, finançaren la investigació bàsica en química verda a principis dels anys noranta.

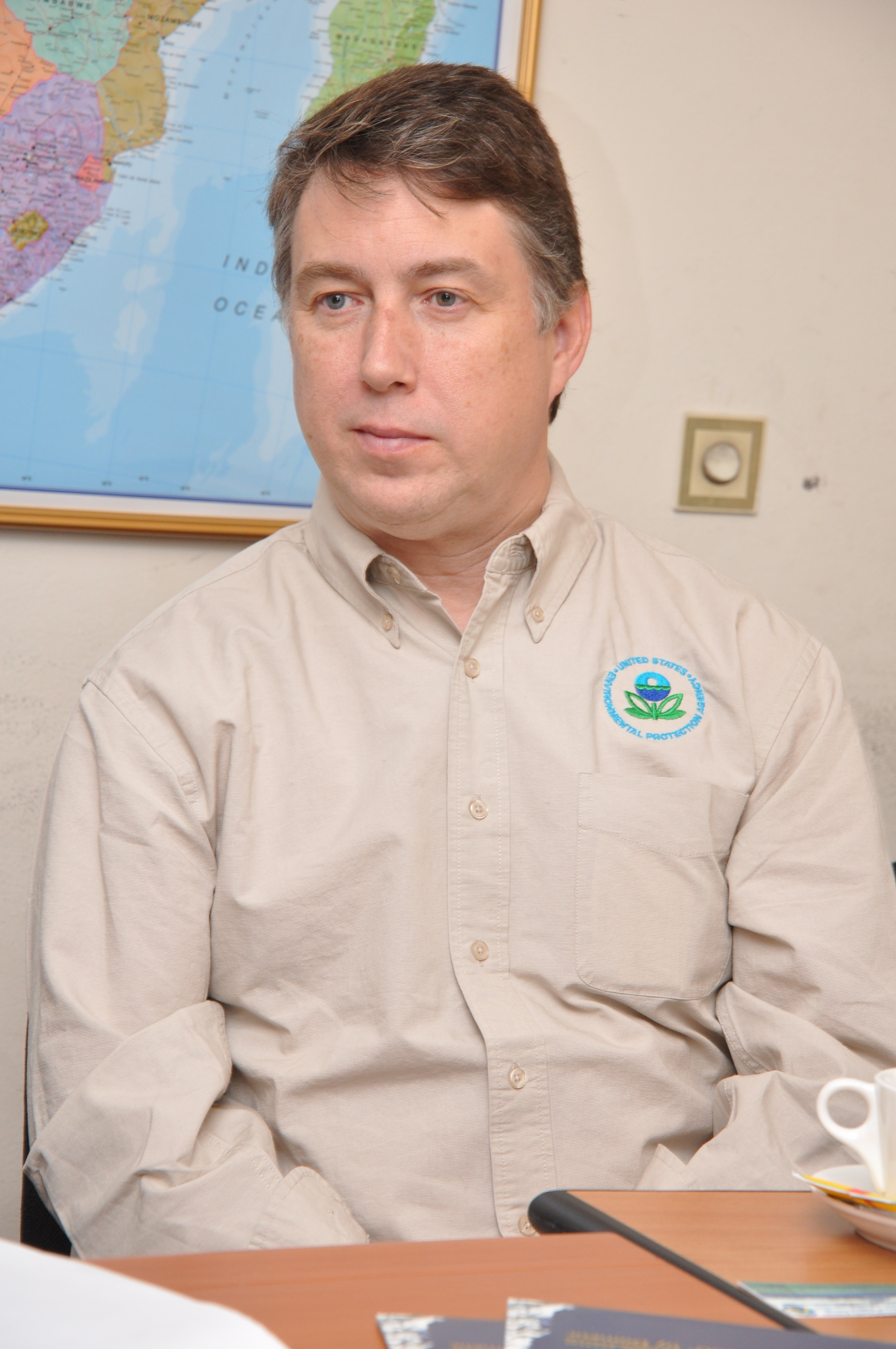
Paul T. Anastas el 2010.

La introducció dels premis anuals Presidential Green Chemistry Challenge el 1996 cridà l'atenció sobre els èxits de la química verda tant acadèmica com industrial. A mitjans i finals de la dècada de 1990 augmentà el nombre de reunions internacionals dedicades a la química verda, com les conferències de recerca de Gordon sobre química verda, i les xarxes de química verda desenvolupades als Estats Units, el Regne Unit, Espanya i Itàlia.
El 1991 Paul T. Anastas (1962), un químic orgànic que treballava a l'Oficina de Prevenció de la Contaminació i Toxines de l'EPA, i John C. Warner redactaren els dotze principis de la química sostenible proporcionant al nou camp un conjunt clar de directrius per a un desenvolupament posterior. Foren publicats el 1998. El 1999, la Royal Society of Chemistry llançà la seva revista Green Chemistry.
En els darrers deu anys, les xarxes nacionals han proliferat, els números especials dedicats a la química verda han aparegut a les principals revistes i els conceptes de química verda han continuat guanyant força. Una mostra clara d'això fou la citació del Premi Nobel de Química 2005 atorgat a Yves Chauvin, Robert H. Grubbs i Richard R. Schrock, que elogià el seu treball com "un gran pas endavant per a la química verda".

## Els dotze principis

Logo de la revista Sustainable Chemistry & Engineering.

Els dotze principis d'Anastas i Warner de la química verda són:
1. Prevenció. És millor prevenir que hi hagi residus per tractar o netejar residus després de la seva creació.
2. Economia atòmica. Els mètodes sintètics s'han de dissenyar per maximitzar la incorporació al producte final de tots els materials utilitzats en el procés.
3. Síntesi química menys perillosa. Sempre que sigui possible, els mètodes sintètics s'han de dissenyar per usar i generar substàncies que siguin innòcues o amb una toxicitat mínima per a la salut humana i el medi ambient.
4. Disseny de productes químics més innocus. Els productes químics han de ser dissenyats perquè exerceixin la funció desitjada reduint alhora al mínim la seva toxicitat.
5. Dissolvents i auxiliars innocus. Cal evitar la utilització de substàncies auxiliars (per exemple, dissolvents, agents de separació, etc.) sempre que sigui possible i aconseguir que siguin innòcues si es fan servir.
6. Disseny per a l'eficiència energètica. Cal reconèixer els requisits energètics dels processos químics pel seu impacte ambiental i econòmic, i cal reduir-los al mínim. Si és possible, els mètodes sintètics s'han de fer a temperatura i pressió ambient.
7. Ús de matèries primeres renovables. Una matèria primera ha de ser renovable en comptes d'esgotar-se sempre que sigui tècnicament i econòmicament factible.
8. Reducció de derivats. La derivatització innecessària (l'ús de grups bloquejadors, la protecció/desprotecció, la modificació temporal de processos físics/químics) s'ha de reduir al mínim o evitar-se en la mesura que sigui possible, ja que aquests passos requereixen reactius addicionals i poden generar residus.
9. Catàlisi. Els reactius catalítics (com més selectius millor) són superiors als reactius estequiomètrics.
10. Disseny per a la sostenibilitat. Els productes químics s'han de dissenyar de manera que quan la seva funció acabi es descomponguin en productes de degradació innocus i no persisteixin al medi ambient.
11. Anàlisi en temps real per a la prevenció de la contaminació. Cal continuar desenvolupant metodologies analítiques que permetin una vigilància i un control en temps real del procés abans de la formació de substàncies perilloses.
12. Química inherentment innòcua per a la prevenció d'accidents. Les substàncies i la forma d'una substància utilitzada en un procés químic s'han d'escollir perquè es redueixi al mínim la possibilitat d'accidents químics, entre altres alliberaments, explosions i incendis.[5]

## Exemples

### Prevenció
Els fabricants intenten generar el mínim de residus possible, mitjançant l'elecció de la reacció, el disseny del procés i el reciclatge. Per mesurar l'eficiència d'un procés es calcula el rendiment, que compara la massa obtinguda de producte, {\displaystyle m_{obt.}} amb l'esperada, {\displaystyle m_{esp.}}.
{\displaystyle \eta (\%)={\frac {m_{obt.}}{m_{esp.}}}\cdot 100}

Fenol.

Un exemple és la síntesi industrial de fenol que es feia a partir de benzè utilitzant àcid sulfúric i hidròxid de sodi en un procés de diverses etapes, que es pot expressar com:
{\displaystyle {\ce {C6H6 + H2SO4 + 2NaOH -> C6H5OH + Na2SO3 + H2O}}}
Segons aquesta equació química 1 mol de benzè (78 g) hauria de produir 1 mol de fenol (94 g). A la pràctica, es troba que la quantitat de fenol produïda només és d'uns 77 g, amb un rendiment del 82 %, que es pot considerar força bo. Tanmateix, el càlcul enfosqueix el fet que la reacció també genera 1 mol (126 g) de sulfit de sodi per cada mol de fenol produït. Això pot ser acceptable si hi ha prou demanda de sulfit de sodi, però si no, presenta un greu problema de gestió de residus i augmenta significativament els costos, de manera que aquesta pot no ser la reacció més adequada per a la fabricació de fenol.

### Economia atòmica

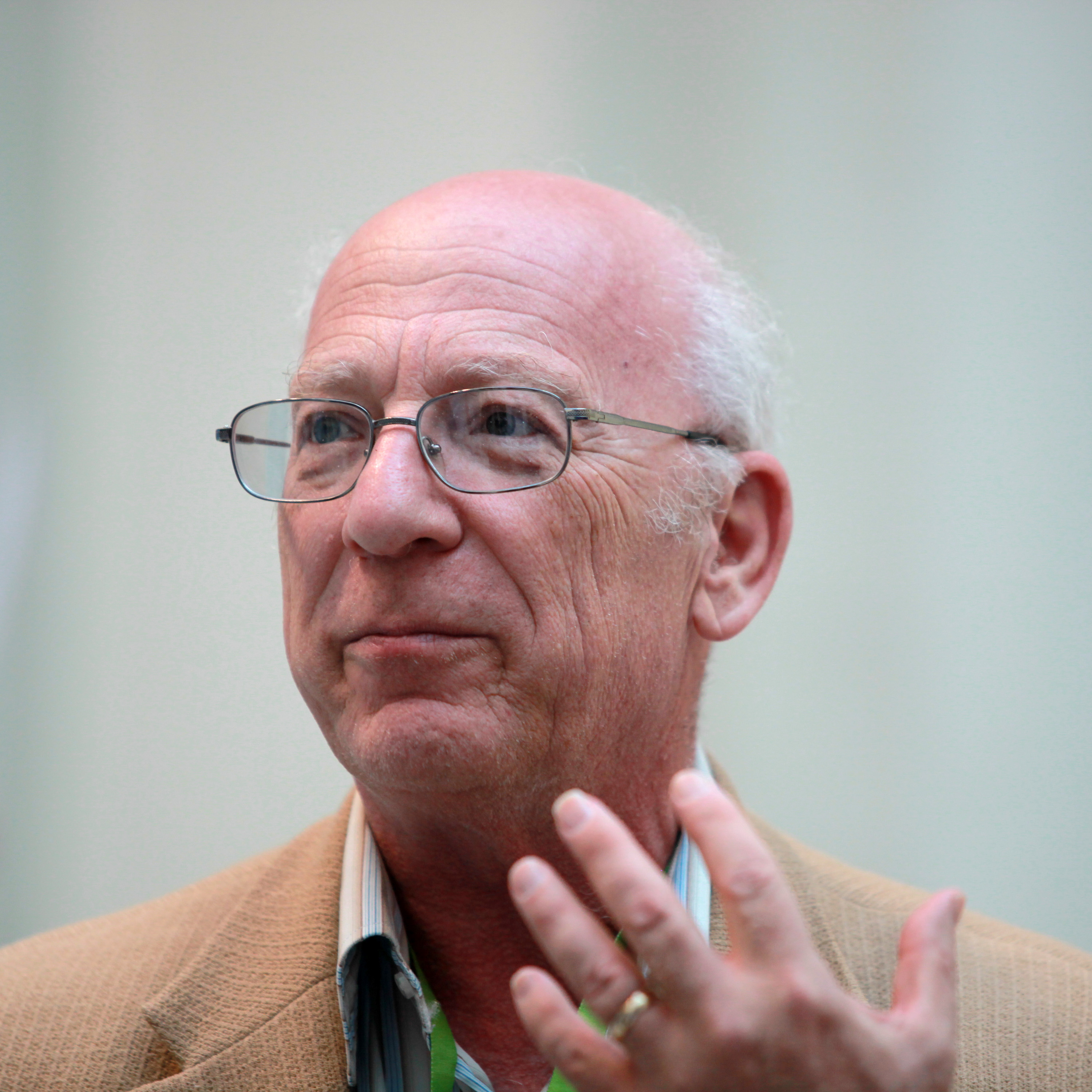
Barry M. Trost.

Com a mesura alternativa de rendiment d'una reacció, s'utilitza el concepte de economia atòmica o estalvi atòmic, considerat com una de les idees clau darrere dels conceptes de química verda. Fou un concepte proposat el 1991 pel químic estatunidenc Barry M. Trost (1941). Expressa la proporció d'àtoms de reactius que acaben en un producte útil segons la fórmula:
{\displaystyle EA={\frac {\sum M_{r}(p.u.)}{\sum M_{r}(r)}}\cdot 100}on:
- {\displaystyle EA}: economia atòmic en %.
- {\displaystyle \sum M_{r}(p.u.)}: suma de les masses moleculars relatives dels productes útils.
- {\displaystyle \sum M_{r}(r)}: suma de les masses moleculars relatives dels reactius.[7]

Com més proper sigui el valor de 100, menys residus es generen. Aquest càlcul dona una economia atòmica de només el 37 % per a la síntesi industrial de fenol pel procés antic (suposant que el sulfit de sodi és un residu), un indicador clar que era prudent desenvolupar un procés alternatiu. Actualment, la síntesi industrial de fenol és a partir de benzè i propè, en unes quantes etapes consecutives que es poden expressar, globalment, com:
{\displaystyle {\ce {C6H6 + CH3-CH=CH2 + O2 -> C6H5OH + CH3COCH3}}}

El subproducte és la propanona, que és una substància química valuosa i, per tant, l'economia atòmica atòmic d'aquest procés es pot considerar del 100 %. Algunes reaccions que tenen un 100 % d'economia atòmica tenen rendiments màssics pobres i, en conseqüència, cal tenir en compte les dues mesures d'eficiència, rendiment i rendiment atòmic. L'economia atòmica es determina en l'etapa de planificació, per càlcul, mentre que el rendiment màssic només es pot trobar experimentalment.

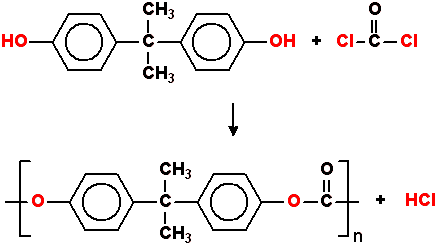
Síntesi de policarbonat amb bisfenol A i fosgen.

### Síntesis menys perilloses
Els policarbonats són polímers molt importants que s'utilitzen quan es necessiten altes propietats òptiques combinades amb resistència. El més utilitzat pot obtenir-se mitjançant una reacció de condensació entre el bisfenol A i fosgen {\displaystyle {\ce {ClCOCl}}} o amb carbonat de difenil {\displaystyle {\ce {PhO-CO-OPh}}}. El fosgen és un gas molt verinós usat durant la Primera Guerra Mundial com a arma química, i que se sintetitza a partir de gasos perillosos, monòxid de carboni i clor.

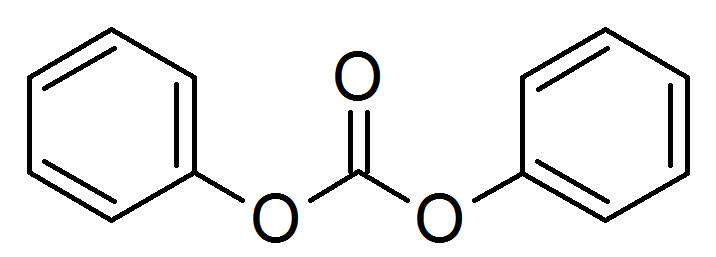
Carbonat de difenil.

D'altra banda, el carbonat de difenil es produeix a partir de carbonat de dimetil {\displaystyle {\ce {CH3O-CO-OCH3}}}, sintetitzat a partir de metanol, monòxid de carboni i oxigen en fase líquida, en presència de clorur de coure(II). Després el carbonat de dimetil s'escalfa amb fenol en fase líquida i forma el carbonat de difenil. En general, el procés per a la producció de policarbonat que utilitza carbonat de difenil és menys perillós que el que utilitza fosgen.

### Disseny de composts inocus

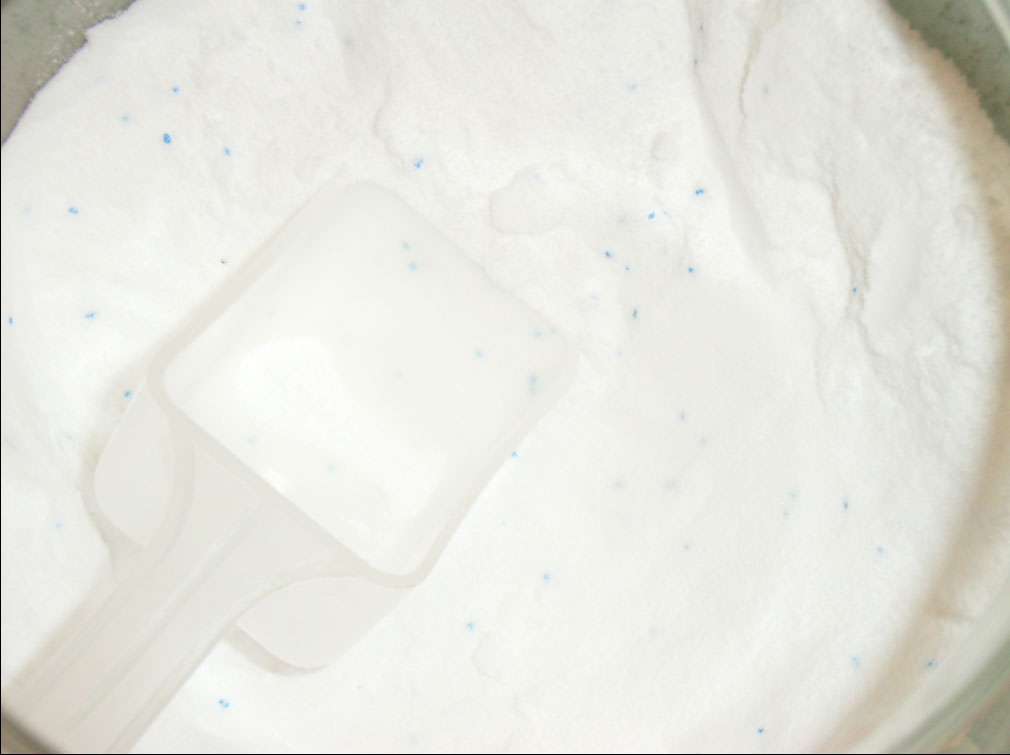
Detergent de roba.

La química verda intenta obtenir productes químics que siguin tan útils com sigui possible alhora que siguin segurs per a les persones i per al medi ambient. Per exemple, s'han desenvolupat polímers que són molt menys inflamables que els polímers més coneguts, però que també conserven propietats com la duresa. També és important que els productes químics siguin segurs per al medi ambient. Alguns productes estan destinats a ser escampats a terra, utilitzats a l'aigua, ruixats a l'aire o ingerits per persones; d'altres, com els detergents de rentat, poden acabar en cursos d'aigua o a les deixalles domèstiques per a l'abocador. En ambdós casos, el material s'hauria de degradar a productes inofensius. Els detergents solien estar basats en les sals de sodi dels àcids alquilbenzèsulfònics, i el grup alquil estava ramificat. Però, aquests no es degraden de manera natural a les aigües residuals i provoquen escuma que dificulta la seva gestió. Actualment aquests composts s'han substituït per sals de sodi d'àcids alquilbenzèsulfònics lineals, que es degraden fàcilment.
Un altre desenvolupament per ajudar el medi ambient fou la substitució dels compostos afegits als detergents per eliminar els ions de magnesi i calci de l'aigua dura, coneguts com a constructors. Amb aquesta finalitat es van utilitzar fosfats de sodi, però aquests van causar problemes considerables perquè provoquen l'eutrofització dels cursos d'aigua. Ara s'utilitzen zeolites (aluminosilicats) que són benignes. Altres exemples són els pesticides piretoides que es descomponen a la llum del sol en 2-3 dies i tenen una toxicitat aguda per als humans molt menor que el fòsfor o els pesticides basats en clor.

### Dissolvents

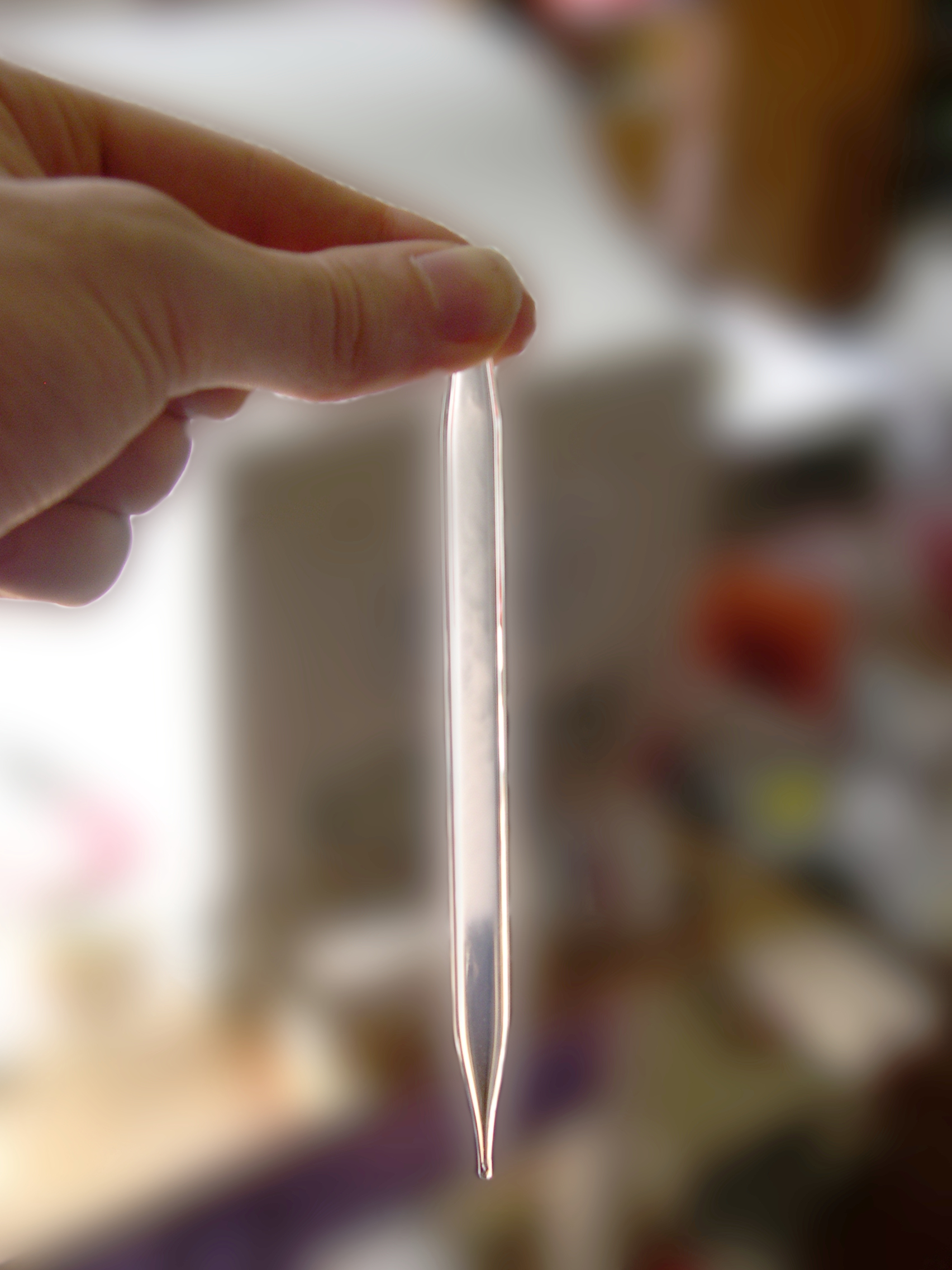
El diòxid de carboni forma una boira quan es refreda de la temperatura supercrítica a la crítica.

Les reaccions que es produeixen en fase gasosa són preferibles, ja que eviten l'ús de dissolvents per reunir els reactius. Alguns exemples inclouen la fabricació d'amoníac, de metanol i d'etè.
Algunes reaccions utilitzen aigua com a dissolvent, per exemple en la fabricació de composts inorgànics com ara peròxid d'hidrogen, àcid fosfòric, carbonat de sodi i compostos orgànics com l'etan-1,2-diol i l'etanol. L'aigua no és un dissolvent nociu però és un recurs preciós i és important assegurar-se que no es malgasti.
En la producció d'àcid acètic, el propi producte s'utilitza com a dissolvent. No obstant això, altres reaccions utilitzen dissolvents orgànics que s'evaporen fàcilment a l'atmosfera tret que s'utilitzi molta cura per contenir-los. Sempre que sigui possible s'utilitzen dissolvents alternatius que no són nocius, un exemple és el desenvolupament de pintures a base d'aigua, que estan substituint les pintures que utilitzen composts orgànics volàtils com els hidrocarburs nocius per a l'atmosfera. El diòxid de carboni supercrític (líquid) s'utilitza àmpliament com a dissolvent en l'extracció de cafeïna dels grans de cafè i en els últims equips de neteja en sec substitueix dissolvents clorats com el tetracloroetè.

### Eficiència energètica

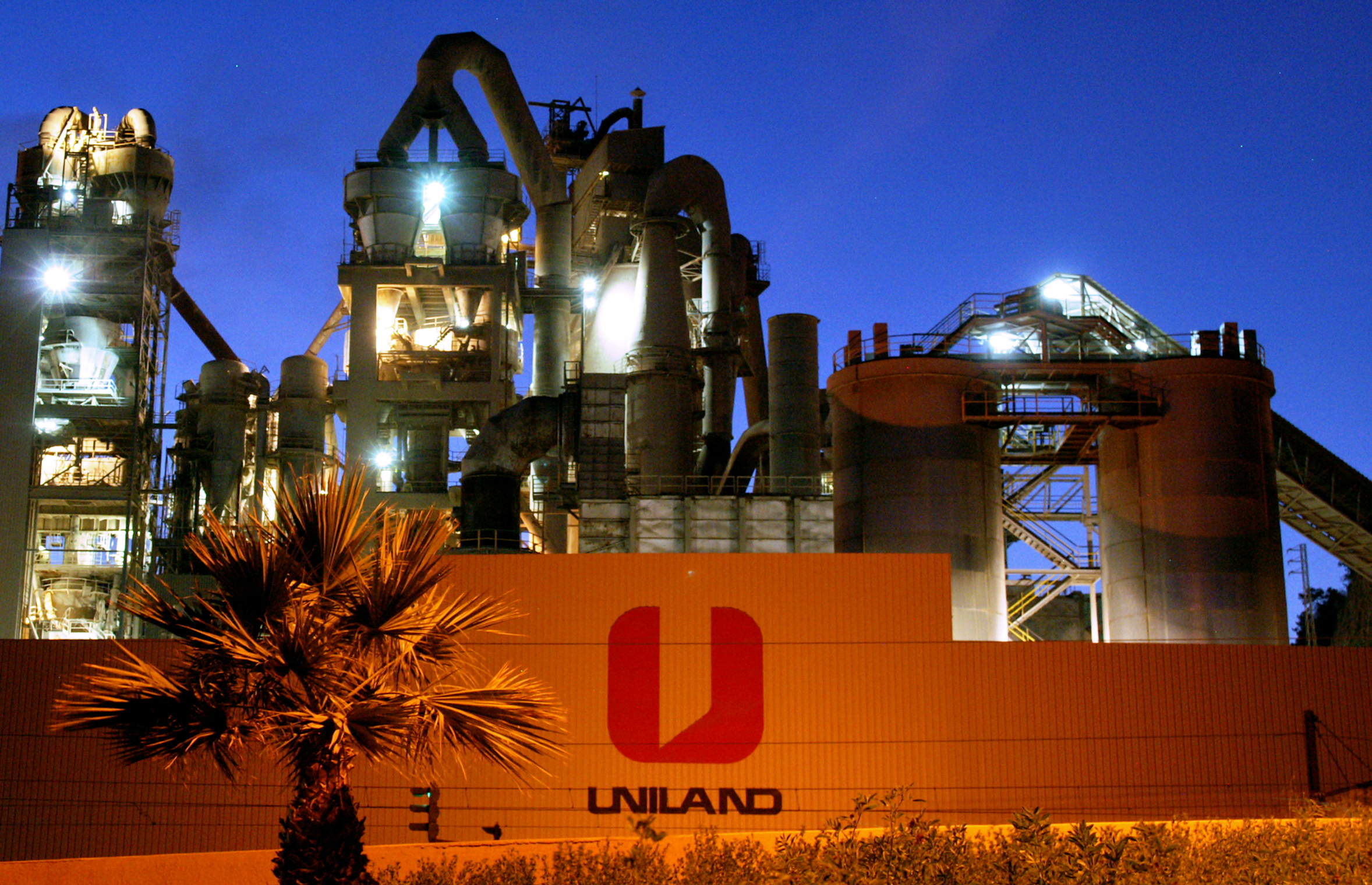
Fàbrica de ciment a Vallcarca, Garraf.

La indústria química utilitza energia per escalfar reactius i en processos com la destil·lació, l'assecatge, l'electròlisi i el tractament de residus. Sovint, els residus tenen contingut energètic, i és possible convertir-los en un combustible útil. Els dissolvents residuals de la fabricació de pintures, vernissos, adhesius, tintes, líquids de neteja, etc. es converteixen en un combustible líquid per a la indústria cimentera. També es fa un combustible sòlid a partir de catifes triturades, envasos, mobles, plàstics i paper, la majoria dels quals es destinarien a l'abocador. Els pneumàtics vells dels vehicles ja no es poden enviar a l'abocador a la Unió Europea i molts són triturats i utilitzats com a combustible per la indústria del ciment. Una planta pot consumir fins a 250 000 pneumàtics anuals.
Tots els combustibles d'aquest tipus han de complir uns criteris estrictes abans del seu ús per evitar la producció de productes de combustió nocius, i un seguiment constant és essencial per garantir que les emissions es mantinguin dins dels requisits legals. S'estan desenvolupant catalitzadors perquè un procés es pugui executar a temperatures i pressions més baixes (les temperatures i pressions altes consumeixen molt energia. De la mateixa manera, el desenvolupament de garbells moleculars fa que processos com la purificació d'etanol es puguin dur a terme a temperatura ambient en lloc de per destil·lació.

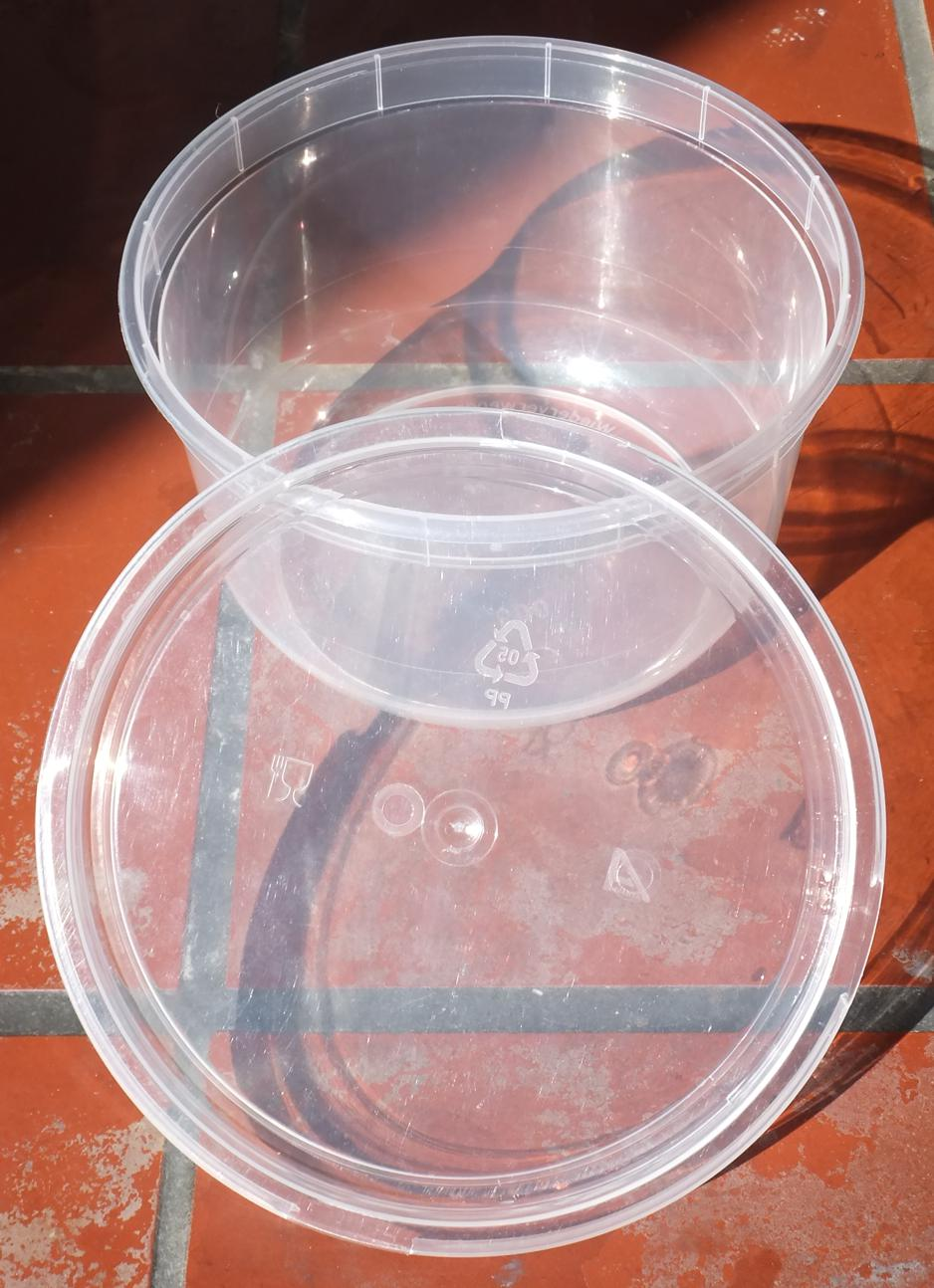
Envàs de polipropilè (PP).

### Ús de materies primeres renovables
Els recursos renovables són teòricament inesgotables i la gamma de materials que es fabriquen a partir d'aquestes fonts segueix creixent. Per exemple es fabriquen tensioactius que són fàcilment biodegradables i, en alguns casos, es fabriquen a partir de recursos renovables derivats de les plantes com els la sacarosa, la glucosa o els olis vegetals; polialcohols de soja que s'utilitzen per fer poliuretans; etè a partir del bioetanol que s'utilitza per fer polietilè (PE) de base biològica; propè s'està produint de diverses maneres a partir de materials produïts al seu torn a partir de recursos biodegradables, el propè s'utilitza per fabricar polipropilè (PP) de base biològica.

### Catàlisi

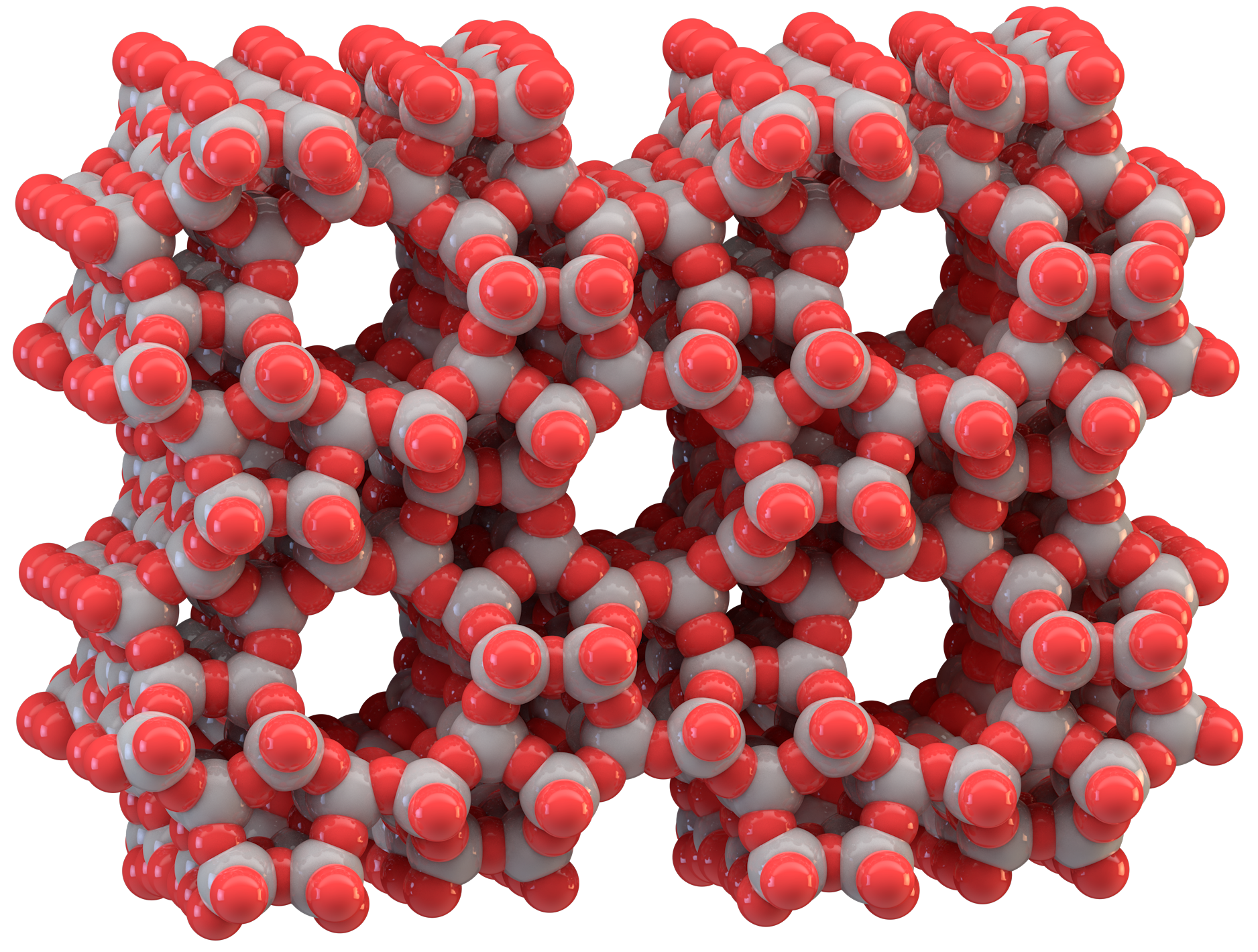
Estructura de la zeolita ZMS-5.

Els catalitzadors han tingut un paper molt important en el desenvolupament de processos més sostenibles per a l'obtenció de productes químics. Els catalitzadors sovint redueixen la demanda energètica perquè baixen la temperatura i la pressió necessàries; permeten utilitzar reaccions alternatives que tenen una millor rendiment atòmic; i és possible controlar amb més precisió les vies de reacció, reduint els productes secundaris no desitjats i facilitant la separació i purificació del producte requerit.

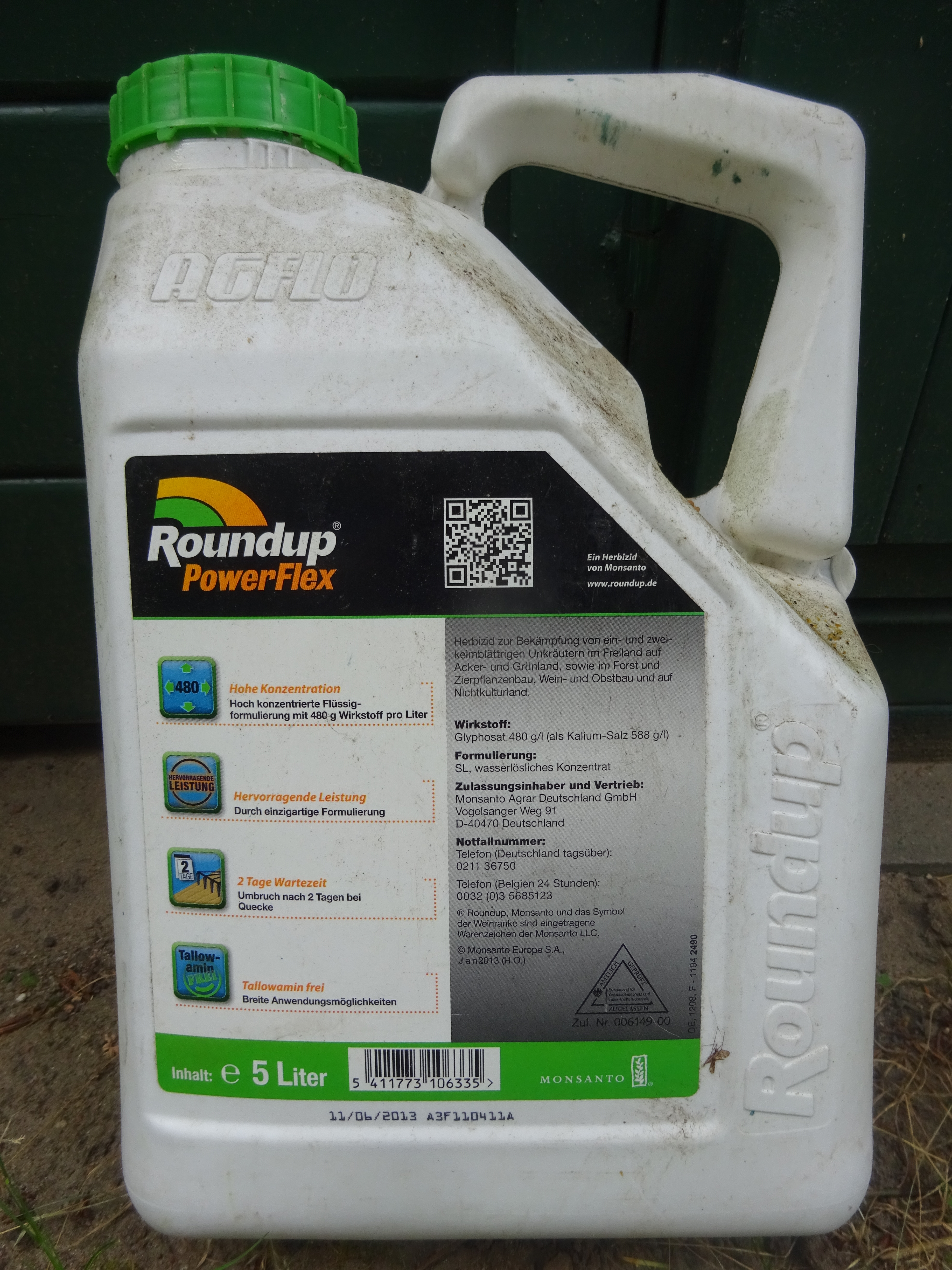
Roundup és un nom comercial del glifosat.

El clorur d'alumini s'utilitzà durant molts anys en la producció d'alquilbenzè sulfonats, un tensioactiu de molts detergents. Era necessari per efectuar la reacció entre el benzè i un alquè de cadena llarga, però no es podia reciclar i restava com a residu en forma d'hidròxid i òxid d'alumini. Ara s'utilitza un catalitzador de zeolita sòlida amb grups àcids i es pot reutilitzar una vegada i una altra sense productes de rebuig. De la mateixa manera, el benzè i el propè es converteixen en cumè en la fabricació de fenol. Aquesta reacció necessita un catalitzador àcid i s'empra la zeolita ZMS-5.

### Productes i processos inocus
L'impacte dels productes químics en la salut humana i el medi ambient pot ser el resultat d'emissions rutinàries o accidentals durant la producció, o de l'ús i eliminació d'un producte. Alguns processos necessàriament necessiten la manipulació de materials perillosos, però sempre que és possible la indústria intenta fer-ho més segur. Una manera és alterar els reactius utilitzats. Per exemple, un procés utilitzat en la fabricació de l'herbicida més utilitzat, el glifosat, utilitza la sal sòdica de l'àcid 2,2'-iminodietanoic com un dels intermedis de reacció. Això es fa en una sèrie de reaccions a partir d'amoníac, metanal i cianur d'hidrogen. Tot i que el cianur d'hidrogen és un reactiu molt útil, és extremadament tòxic. Una innovació recent ha estat la introducció d'una nova ruta a la sal de sodi.